# Mombercelli
Mombercelli ist eine Gemeinde in der italienischen Provinz Asti (AT), Region Piemont.

## Lage und Einwohner
Mombercelli liegt 20 Straßenkilometer von der Provinzhauptstadt Asti entfernt. Das Gemeindegebiet umfasst eine Fläche von 14 km² und hat 2058 Einwohner (Stand 31. Dezember 2023). 
Die Nachbargemeinden sind Belveglio, Castelnuovo Calcea, Montaldo Scarampi, Montegrosso d’Asti, Rocca d’Arazzo, Rocchetta Tanaro und Vinchio.

## Geschichte

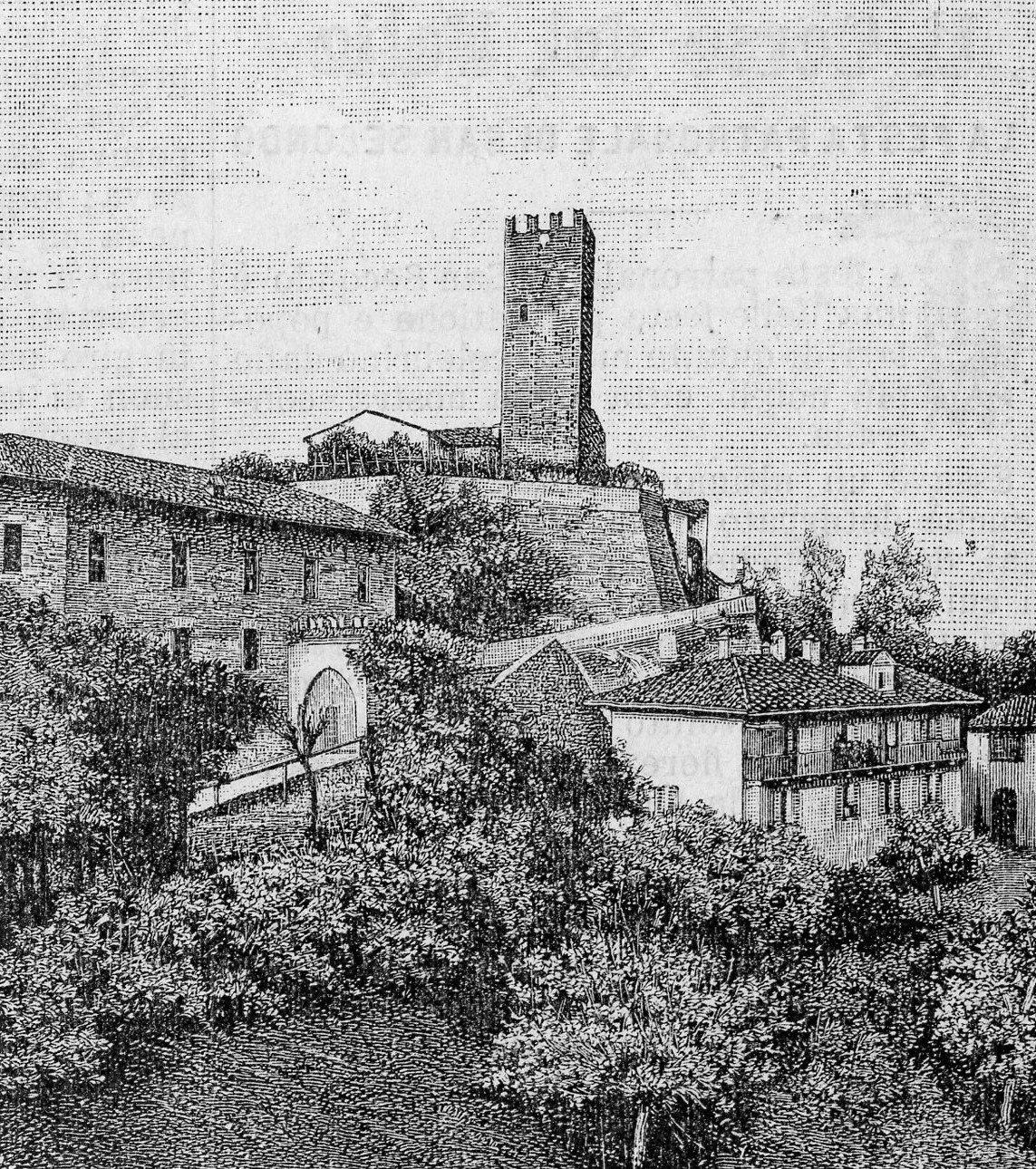
Castello Mombercelli dei conti Maggiolini

Mombercelli entstand im 10. Jahrhundert, höchstwahrscheinlich als befestigtes lombardisches Dorf, zusammen mit den nahegelegenen Gebieten Malamorte (heute Belveglio) und Vigliano d'Asti. Sicherere Dokumente datieren es mit Sicherheit auf das Jahr 1125 als Teil eines kaiserlichen Lehens, das hauptsächlich die Gebiete Rocca d'Arazzo, Rocchetta Tanaro, Vinchio, Castelnuovo Calcea  umfasste. Unter der Herrschaft von Loreto d'Asti, einem Ort in der Nähe des heutigen Costigliole d'Asti.
Über den Ursprung seines Namens werden verschiedene Hypothesen aufgestellt. mons bergerum, der lateinische Name für das hügelige Relief, piemontesischer mont birchà, was auf die lokalen Birken hinweist, aber viel wahrscheinlicher ist der lombardische mombirsàn, was Jagdort bedeutet.
Im Jahr 1160 einigten sich die Herren von Asti mit der Markgrafschaft Montferrat auf ein Militärbündnis, um in der befestigten Anlage von Mombercelli, an der Grenze der Territorien, einen eigenen Turm zu errichten, d. h. die heutige Burg, die heute nicht mehr genutzt wird.
In dieser Zeit kam es mehrmals zu Zusammenstößen zwischen den Welfen- und Ghibellinenfamilien, bei denen es zu Plünderungen und Abgrenzungen der Asti-Gebiete kam, an denen die Häuser des Markgrafen Manfredo di Lanerio - De Canelio (von dem das heutige Canelli abstammt) beteiligt waren. bis zum Marquisat von Finale und Cortemilia und Boverio, was in der Übertragung des Mombercelli-Territoriums um 1305 an einen gewissen Martino Alfieri, einen Zweig des gleichnamigen Hauses und Hofschatzmeister von Amedeo V. von Savoyen, als Belohnung gipfelte für seine Dienste.
Einige Jahrzehnte später, im Jahr 1342, ging Mombercelli in den Besitz von Galeazzo II. Visconti über, der bereits Mitherr von Mailand war; Das Dorf blieb fast vier Jahrhunderte lang, bis zum Beginn des 18. Jahrhunderts, unter dem Herzogtum Mailand. In dieser Zeit wurde Mombercelli der Mailänder Familie Maggiolini und Scarampi anvertraut, die das Schloss bis zum 17. Jahrhundert zusammen mit der Adelsfamilie Bellone, aber auch den Asinari-Marquisen von Bernezzo bewohnte.
Die Anwesenheit des befestigten Herrenhauses war zu dieser Zeit ein ständiges Problem für die Einwohner von Mombercella, da sie gezwungen waren, ständig Militärtruppen, Banditen, Nachzügler und verschiedene Wanderer durchziehen zu sehen. Während des Krieges zwischen Christina von Frankreich und ihren Schwägern, den Prinzen Tommaso und Maurizio, war Mombercelli bis 1650 von den Franzosen besetzt, bevor es an die Spanier überging. Nach dem Spanischen Erbfolgekrieg ging Mombercelli aufgrund der Abtretung Österreichs an Vittorio Amedeo II. aus dem Hause Savoyen über und wurde 1736 offiziell Teil des Königreichs Sardinien, bevor es im Rahmen der Vereinigung Italiens annektiert wurde.
In den Jahren des Zweiten Weltkriegs, zwischen 1940 und 1943, wurden 19 jüdische Flüchtlinge, darunter Familien mit Kindern, in Mombercelli interniert. Nach dem 8. September 1943, mit der deutschen Besatzung, löste sich die Gruppe umgehend auf. Am Ende gelang es allen Internierten, sich zu retten. Einige blieben in der Gegend versteckt, andere machten sich auf den Weg nach Süden, um der alliierten Armee entgegenzutreten.

## Gemeindepartnerschaft
Villedieu-sur-Indre

## Kulinarische Spezialitäten
In Mombercelli werden Reben der Sorte Barbera für den Barbera d’Asti, einen Rotwein mit DOCG Status, sowie den Barbera del Monferrato angebaut.